# Okręgowe rozgrywki w piłce nożnej woj. białostockiego, łomżyńskiego, suwalskiego (1980/1981)
47. Edycja okręgowych rozgrywek w piłce nożnej województwa białostockiego

5. Edycja okręgowych rozgrywek w piłce nożnej województwa łomżyńskiego i suwalskiego

Okręgowe rozgrywki w piłce nożnej województwa białostockiego, łomżyńskiego, suwalskiego prowadzone są przez okręgowe związki piłki nożnej: białostocki, łomżyński i suwalski.
Mistrzostwo okręgu :

- białostockiego zdobył Włókniarz Białystok.

- łomżyńskiego, ostrołęckiego i ciechanowskiego zdobyła Narew Ostrołęka.

- suwalskiego zdobyły Śniardwy Orzysz.

Puchar Polski okręgu:

- białostockiego zdobyła Jagiellonia II Białystok

- łomżyńskiego zdobył Orzeł Kolno

- suwalskiego zdobyły Śniardwy Orzysz.
Drużyny z województwa białostockiego, łomżyńskiego i suwalskiego występujące w centralnych i makroregionalnych poziomach rozgrywkowych:
- 1 Liga - brak
- 2 Liga - Jagiellonia Białystok.
- 3 Liga (tzw. klasa "M" międzywojewódzka) - Mazur Ełk, Wigry Suwałki, Gwardia Białystok.

| Rozgrywki       | Poziomy rozgrywkowe w sezonie 1980/81 | Poziomy rozgrywkowe w sezonie 1980/81                  | Poziomy rozgrywkowe w sezonie 1980/81                  | Poziomy rozgrywkowe w sezonie 1980/81                  | Poziomy rozgrywkowe w sezonie 1980/81                  | Poziomy rozgrywkowe w sezonie 1980/81                  | Poziomy rozgrywkowe w sezonie 1980/81                  | Poziomy rozgrywkowe w sezonie 1980/81                  | Poziomy rozgrywkowe w sezonie 1980/81                  | Poziomy rozgrywkowe w sezonie 1980/81                  | Poziomy rozgrywkowe w sezonie 1980/81                  | Poziomy rozgrywkowe w sezonie 1980/81                  | Poziomy rozgrywkowe w sezonie 1980/81                  | Poziomy rozgrywkowe w sezonie 1980/81                  | Poziomy rozgrywkowe w sezonie 1980/81                  | Poziomy rozgrywkowe w sezonie 1980/81                  | Poziomy rozgrywkowe w sezonie 1980/81                  | Poziomy rozgrywkowe w sezonie 1980/81                  | Poziomy rozgrywkowe w sezonie 1980/81                  | Poziomy rozgrywkowe w sezonie 1980/81                  | Poziomy rozgrywkowe w sezonie 1980/81                  | Poziomy rozgrywkowe w sezonie 1980/81               | Poziomy rozgrywkowe w sezonie 1980/81               | Poziomy rozgrywkowe w sezonie 1980/81               | Poziomy rozgrywkowe w sezonie 1980/81               | Poziomy rozgrywkowe w sezonie 1980/81               | Poziomy rozgrywkowe w sezonie 1980/81               | Poziomy rozgrywkowe w sezonie 1980/81               | Poziomy rozgrywkowe w sezonie 1980/81               | Poziomy rozgrywkowe w sezonie 1980/81               | Poziomy rozgrywkowe w sezonie 1980/81               | Poziomy rozgrywkowe w sezonie 1980/81               | Poziomy rozgrywkowe w sezonie 1980/81               | Poziomy rozgrywkowe w sezonie 1980/81               | Poziomy rozgrywkowe w sezonie 1980/81               | Poziomy rozgrywkowe w sezonie 1980/81               | Poziomy rozgrywkowe w sezonie 1980/81               | Poziomy rozgrywkowe w sezonie 1980/81               | Poziomy rozgrywkowe w sezonie 1980/81               | Poziomy rozgrywkowe w sezonie 1980/81               | Poziomy rozgrywkowe w sezonie 1980/81               | Poziomy rozgrywkowe w sezonie 1980/81               | Poziomy rozgrywkowe w sezonie 1980/81               | Poziomy rozgrywkowe w sezonie 1980/81               | Poziomy rozgrywkowe w sezonie 1980/81               | Poziomy rozgrywkowe w sezonie 1980/81               | Poziomy rozgrywkowe w sezonie 1980/81               | Poziomy rozgrywkowe w sezonie 1980/81               | Poziomy rozgrywkowe w sezonie 1980/81               | Poziomy rozgrywkowe w sezonie 1980/81               | Poziomy rozgrywkowe w sezonie 1980/81               | Poziomy rozgrywkowe w sezonie 1980/81               | Poziomy rozgrywkowe w sezonie 1980/81               | Poziomy rozgrywkowe w sezonie 1980/81               | Poziomy rozgrywkowe w sezonie 1980/81               | Poziomy rozgrywkowe w sezonie 1980/81               | Poziomy rozgrywkowe w sezonie 1980/81               | Poziomy rozgrywkowe w sezonie 1980/81               | Poziomy rozgrywkowe w sezonie 1980/81               | Poziomy rozgrywkowe w sezonie 1980/81               | Poziomy rozgrywkowe w sezonie 1980/81               |
| --------------- | ------------------------------------- | ------------------------------------------------------ | ------------------------------------------------------ | ------------------------------------------------------ | ------------------------------------------------------ | ------------------------------------------------------ | ------------------------------------------------------ | ------------------------------------------------------ | ------------------------------------------------------ | ------------------------------------------------------ | ------------------------------------------------------ | ------------------------------------------------------ | ------------------------------------------------------ | ------------------------------------------------------ | ------------------------------------------------------ | ------------------------------------------------------ | ------------------------------------------------------ | ------------------------------------------------------ | ------------------------------------------------------ | ------------------------------------------------------ | ------------------------------------------------------ | --------------------------------------------------- | --------------------------------------------------- | --------------------------------------------------- | --------------------------------------------------- | --------------------------------------------------- | --------------------------------------------------- | --------------------------------------------------- | --------------------------------------------------- | --------------------------------------------------- | --------------------------------------------------- | --------------------------------------------------- | --------------------------------------------------- | --------------------------------------------------- | --------------------------------------------------- | --------------------------------------------------- | --------------------------------------------------- | --------------------------------------------------- | --------------------------------------------------- | --------------------------------------------------- | --------------------------------------------------- | --------------------------------------------------- | --------------------------------------------------- | --------------------------------------------------- | --------------------------------------------------- | --------------------------------------------------- | --------------------------------------------------- | --------------------------------------------------- | --------------------------------------------------- | --------------------------------------------------- | --------------------------------------------------- | --------------------------------------------------- | --------------------------------------------------- | --------------------------------------------------- | --------------------------------------------------- | --------------------------------------------------- | --------------------------------------------------- | --------------------------------------------------- | --------------------------------------------------- | --------------------------------------------------- | --------------------------------------------------- |
| Centralne       | I poziom ligowy                       | I Liga                                                 | I Liga                                                 | I Liga                                                 | I Liga                                                 | I Liga                                                 | I Liga                                                 | I Liga                                                 | I Liga                                                 | I Liga                                                 | I Liga                                                 | I Liga                                                 | I Liga                                                 | I Liga                                                 | I Liga                                                 | I Liga                                                 | I Liga                                                 | I Liga                                                 | I Liga                                                 | I Liga                                                 | I Liga                                                 | I Liga                                              | I Liga                                              | I Liga                                              | I Liga                                              | I Liga                                              | I Liga                                              | I Liga                                              | I Liga                                              | I Liga                                              | I Liga                                              | I Liga                                              | I Liga                                              | I Liga                                              | I Liga                                              | I Liga                                              | I Liga                                              | I Liga                                              | I Liga                                              | I Liga                                              | I Liga                                              | I Liga                                              | I Liga                                              | I Liga                                              | I Liga                                              | I Liga                                              | I Liga                                              | I Liga                                              | I Liga                                              | I Liga                                              | I Liga                                              | I Liga                                              | I Liga                                              | I Liga                                              | I Liga                                              | I Liga                                              | I Liga                                              | I Liga                                              | I Liga                                              | I Liga                                              | I Liga                                              |
| Centralne       | II poziom ligowy                      | II Liga - gr.I                                         | II Liga - gr.I                                         | II Liga - gr.I                                         | II Liga - gr.I                                         | II Liga - gr.I                                         | II Liga - gr.I                                         | II Liga - gr.I                                         | II Liga - gr.I                                         | II Liga - gr.I                                         | II Liga - gr.I                                         | II Liga - gr.I                                         | II Liga - gr.I                                         | II Liga - gr.I                                         | II Liga - gr.I                                         | II Liga - gr.I                                         | II Liga - gr.I                                         | II Liga - gr.I                                         | II Liga - gr.I                                         | II Liga - gr.I                                         | II Liga - gr.I                                         | II Liga - gr.I                                      | II Liga - gr.I                                      | II Liga - gr.I                                      | II Liga - gr.I                                      | II Liga - gr.I                                      | II Liga - gr.I                                      | II Liga - gr.I                                      | II Liga - gr.I                                      | II Liga - gr.I                                      | II Liga - gr.I                                      | II Liga - gr.II                                     | II Liga - gr.II                                     | II Liga - gr.II                                     | II Liga - gr.II                                     | II Liga - gr.II                                     | II Liga - gr.II                                     | II Liga - gr.II                                     | II Liga - gr.II                                     | II Liga - gr.II                                     | II Liga - gr.II                                     | II Liga - gr.II                                     | II Liga - gr.II                                     | II Liga - gr.II                                     | II Liga - gr.II                                     | II Liga - gr.II                                     | II Liga - gr.II                                     | II Liga - gr.II                                     | II Liga - gr.II                                     | II Liga - gr.II                                     | II Liga - gr.II                                     | II Liga - gr.II                                     | II Liga - gr.II                                     | II Liga - gr.II                                     | II Liga - gr.II                                     | II Liga - gr.II                                     | II Liga - gr.II                                     | II Liga - gr.II                                     | II Liga - gr.II                                     | II Liga - gr.II                                     | II Liga - gr.II                                     |
| Makroregionalne | III poziom ligowy                     | III Liga - 4 grup (tzw. klasa "M" międzywojewódzka)    | III Liga - 4 grup (tzw. klasa "M" międzywojewódzka)    | III Liga - 4 grup (tzw. klasa "M" międzywojewódzka)    | III Liga - 4 grup (tzw. klasa "M" międzywojewódzka)    | III Liga - 4 grup (tzw. klasa "M" międzywojewódzka)    | III Liga - 4 grup (tzw. klasa "M" międzywojewódzka)    | III Liga - 4 grup (tzw. klasa "M" międzywojewódzka)    | III Liga - 4 grup (tzw. klasa "M" międzywojewódzka)    | III Liga - 4 grup (tzw. klasa "M" międzywojewódzka)    | III Liga - 4 grup (tzw. klasa "M" międzywojewódzka)    | III Liga - 4 grup (tzw. klasa "M" międzywojewódzka)    | III Liga - 4 grup (tzw. klasa "M" międzywojewódzka)    | III Liga - 4 grup (tzw. klasa "M" międzywojewódzka)    | III Liga - 4 grup (tzw. klasa "M" międzywojewódzka)    | III Liga - 4 grup (tzw. klasa "M" międzywojewódzka)    | III Liga - 4 grup (tzw. klasa "M" międzywojewódzka)    | III Liga - 4 grup (tzw. klasa "M" międzywojewódzka)    | III Liga - 4 grup (tzw. klasa "M" międzywojewódzka)    | III Liga - 4 grup (tzw. klasa "M" międzywojewódzka)    | III Liga - 4 grup (tzw. klasa "M" międzywojewódzka)    | III Liga - 4 grup (tzw. klasa "M" międzywojewódzka) | III Liga - 4 grup (tzw. klasa "M" międzywojewódzka) | III Liga - 4 grup (tzw. klasa "M" międzywojewódzka) | III Liga - 4 grup (tzw. klasa "M" międzywojewódzka) | III Liga - 4 grup (tzw. klasa "M" międzywojewódzka) | III Liga - 4 grup (tzw. klasa "M" międzywojewódzka) | III Liga - 4 grup (tzw. klasa "M" międzywojewódzka) | III Liga - 4 grup (tzw. klasa "M" międzywojewódzka) | III Liga - 4 grup (tzw. klasa "M" międzywojewódzka) | III Liga - 4 grup (tzw. klasa "M" międzywojewódzka) | III Liga - 4 grup (tzw. klasa "M" międzywojewódzka) | III Liga - 4 grup (tzw. klasa "M" międzywojewódzka) | III Liga - 4 grup (tzw. klasa "M" międzywojewódzka) | III Liga - 4 grup (tzw. klasa "M" międzywojewódzka) | III Liga - 4 grup (tzw. klasa "M" międzywojewódzka) | III Liga - 4 grup (tzw. klasa "M" międzywojewódzka) | III Liga - 4 grup (tzw. klasa "M" międzywojewódzka) | III Liga - 4 grup (tzw. klasa "M" międzywojewódzka) | III Liga - 4 grup (tzw. klasa "M" międzywojewódzka) | III Liga - 4 grup (tzw. klasa "M" międzywojewódzka) | III Liga - 4 grup (tzw. klasa "M" międzywojewódzka) | III Liga - 4 grup (tzw. klasa "M" międzywojewódzka) | III Liga - 4 grup (tzw. klasa "M" międzywojewódzka) | III Liga - 4 grup (tzw. klasa "M" międzywojewódzka) | III Liga - 4 grup (tzw. klasa "M" międzywojewódzka) | III Liga - 4 grup (tzw. klasa "M" międzywojewódzka) | III Liga - 4 grup (tzw. klasa "M" międzywojewódzka) | III Liga - 4 grup (tzw. klasa "M" międzywojewódzka) | III Liga - 4 grup (tzw. klasa "M" międzywojewódzka) | III Liga - 4 grup (tzw. klasa "M" międzywojewódzka) | III Liga - 4 grup (tzw. klasa "M" międzywojewódzka) | III Liga - 4 grup (tzw. klasa "M" międzywojewódzka) | III Liga - 4 grup (tzw. klasa "M" międzywojewódzka) | III Liga - 4 grup (tzw. klasa "M" międzywojewódzka) | III Liga - 4 grup (tzw. klasa "M" międzywojewódzka) | III Liga - 4 grup (tzw. klasa "M" międzywojewódzka) | III Liga - 4 grup (tzw. klasa "M" międzywojewódzka) | III Liga - 4 grup (tzw. klasa "M" międzywojewódzka) | III Liga - 4 grup (tzw. klasa "M" międzywojewódzka) | III Liga - 4 grup (tzw. klasa "M" międzywojewódzka) |
|                 |                                       | OZPN Białystok                                         | OZPN Białystok                                         | OZPN Białystok                                         | OZPN Białystok                                         | OZPN Białystok                                         | OZPN Białystok                                         | OZPN Białystok                                         | OZPN Białystok                                         | OZPN Białystok                                         | OZPN Białystok                                         | OZPN Białystok                                         | OZPN Białystok                                         | OZPN Białystok                                         | OZPN Białystok                                         | OZPN Białystok                                         | OZPN Białystok                                         | OZPN Białystok                                         | OZPN Białystok                                         | OZPN Białystok                                         | OZPN Białystok                                         | OZPN Łomża                                          | OZPN Łomża                                          | OZPN Łomża                                          | OZPN Łomża                                          | OZPN Łomża                                          | OZPN Łomża                                          | OZPN Łomża                                          | OZPN Łomża                                          | OZPN Łomża                                          | OZPN Łomża                                          | OZPN Łomża                                          | OZPN Łomża                                          | OZPN Łomża                                          | OZPN Łomża                                          | OZPN Łomża                                          | OZPN Łomża                                          | OZPN Łomża                                          | OZPN Łomża                                          | OZPN Łomża                                          | OZPN Łomża                                          | OZPN Suwałki                                        | OZPN Suwałki                                        | OZPN Suwałki                                        | OZPN Suwałki                                        | OZPN Suwałki                                        | OZPN Suwałki                                        | OZPN Suwałki                                        | OZPN Suwałki                                        | OZPN Suwałki                                        | OZPN Suwałki                                        | OZPN Suwałki                                        | OZPN Suwałki                                        | OZPN Suwałki                                        | OZPN Suwałki                                        | OZPN Suwałki                                        | OZPN Suwałki                                        | OZPN Suwałki                                        | OZPN Suwałki                                        | OZPN Suwałki                                        | OZPN Suwałki                                        |
| Okręgowe        | IV poziom ligowy                      | Klasa Okręgowa (białostocka)                           | Klasa Okręgowa (białostocka)                           | Klasa Okręgowa (białostocka)                           | Klasa Okręgowa (białostocka)                           | Klasa Okręgowa (białostocka)                           | Klasa Okręgowa (białostocka)                           | Klasa Okręgowa (białostocka)                           | Klasa Okręgowa (białostocka)                           | Klasa Okręgowa (białostocka)                           | Klasa Okręgowa (białostocka)                           | Klasa Okręgowa (białostocka)                           | Klasa Okręgowa (białostocka)                           | Klasa Okręgowa (białostocka)                           | Klasa Okręgowa (białostocka)                           | Klasa Okręgowa (białostocka)                           | Klasa Okręgowa (białostocka)                           | Klasa Okręgowa (białostocka)                           | Klasa Okręgowa (białostocka)                           | Klasa Okręgowa (białostocka)                           | Klasa Okręgowa (białostocka)                           | Klasa Okręgowa (łomża+ostroł.+ciech.)               | Klasa Okręgowa (łomża+ostroł.+ciech.)               | Klasa Okręgowa (łomża+ostroł.+ciech.)               | Klasa Okręgowa (łomża+ostroł.+ciech.)               | Klasa Okręgowa (łomża+ostroł.+ciech.)               | Klasa Okręgowa (łomża+ostroł.+ciech.)               | Klasa Okręgowa (łomża+ostroł.+ciech.)               | Klasa Okręgowa (łomża+ostroł.+ciech.)               | Klasa Okręgowa (łomża+ostroł.+ciech.)               | Klasa Okręgowa (łomża+ostroł.+ciech.)               | Klasa Okręgowa (łomża+ostroł.+ciech.)               | Klasa Okręgowa (łomża+ostroł.+ciech.)               | Klasa Okręgowa (łomża+ostroł.+ciech.)               | Klasa Okręgowa (łomża+ostroł.+ciech.)               | Klasa Okręgowa (łomża+ostroł.+ciech.)               | Klasa Okręgowa (łomża+ostroł.+ciech.)               | Klasa Okręgowa (łomża+ostroł.+ciech.)               | Klasa Okręgowa (łomża+ostroł.+ciech.)               | Klasa Okręgowa (łomża+ostroł.+ciech.)               | Klasa Okręgowa (łomża+ostroł.+ciech.)               | Klasa Okręgowa (suwalska)                           | Klasa Okręgowa (suwalska)                           | Klasa Okręgowa (suwalska)                           | Klasa Okręgowa (suwalska)                           | Klasa Okręgowa (suwalska)                           | Klasa Okręgowa (suwalska)                           | Klasa Okręgowa (suwalska)                           | Klasa Okręgowa (suwalska)                           | Klasa Okręgowa (suwalska)                           | Klasa Okręgowa (suwalska)                           | Klasa Okręgowa (suwalska)                           | Klasa Okręgowa (suwalska)                           | Klasa Okręgowa (suwalska)                           | Klasa Okręgowa (suwalska)                           | Klasa Okręgowa (suwalska)                           | Klasa Okręgowa (suwalska)                           | Klasa Okręgowa (suwalska)                           | Klasa Okręgowa (suwalska)                           | Klasa Okręgowa (suwalska)                           | Klasa Okręgowa (suwalska)                           |
| Okręgowe        | V poziom ligowy                       | Klasa A (białostocka)                                  | Klasa A (białostocka)                                  | Klasa A (białostocka)                                  | Klasa A (białostocka)                                  | Klasa A (białostocka)                                  | Klasa A (białostocka)                                  | Klasa A (białostocka)                                  | Klasa A (białostocka)                                  | Klasa A (białostocka)                                  | Klasa A (białostocka)                                  | Klasa A (białostocka)                                  | Klasa A (białostocka)                                  | Klasa A (białostocka)                                  | Klasa A (białostocka)                                  | Klasa A (białostocka)                                  | Klasa A (białostocka)                                  | Klasa A (białostocka)                                  | Klasa A (białostocka)                                  | Klasa A (białostocka)                                  | Klasa A (białostocka)                                  | Klasa A (łomżyńska)                                 | Klasa A (łomżyńska)                                 | Klasa A (łomżyńska)                                 | Klasa A (łomżyńska)                                 | Klasa A (łomżyńska)                                 | Klasa A (łomżyńska)                                 | Klasa A (łomżyńska)                                 | Klasa A (łomżyńska)                                 | Klasa A (łomżyńska)                                 | Klasa A (łomżyńska)                                 | Klasa A (łomżyńska)                                 | Klasa A (łomżyńska)                                 | Klasa A (łomżyńska)                                 | Klasa A (łomżyńska)                                 | Klasa A (łomżyńska)                                 | Klasa A (łomżyńska)                                 | Klasa A (łomżyńska)                                 | Klasa A (łomżyńska)                                 | Klasa A (łomżyńska)                                 | Klasa A (łomżyńska)                                 | Klasa A (suwalska)                                  | Klasa A (suwalska)                                  | Klasa A (suwalska)                                  | Klasa A (suwalska)                                  | Klasa A (suwalska)                                  | Klasa A (suwalska)                                  | Klasa A (suwalska)                                  | Klasa A (suwalska)                                  | Klasa A (suwalska)                                  | Klasa A (suwalska)                                  | Klasa A (suwalska)                                  | Klasa A (suwalska)                                  | Klasa A (suwalska)                                  | Klasa A (suwalska)                                  | Klasa A (suwalska)                                  | Klasa A (suwalska)                                  | Klasa A (suwalska)                                  | Klasa A (suwalska)                                  | Klasa A (suwalska)                                  | Klasa A (suwalska)                                  |
| Okręgowe        | VI poziom ligowy                      | Klasa B (białostocka) (Brak danych co do ilości grup.) | Klasa B (białostocka) (Brak danych co do ilości grup.) | Klasa B (białostocka) (Brak danych co do ilości grup.) | Klasa B (białostocka) (Brak danych co do ilości grup.) | Klasa B (białostocka) (Brak danych co do ilości grup.) | Klasa B (białostocka) (Brak danych co do ilości grup.) | Klasa B (białostocka) (Brak danych co do ilości grup.) | Klasa B (białostocka) (Brak danych co do ilości grup.) | Klasa B (białostocka) (Brak danych co do ilości grup.) | Klasa B (białostocka) (Brak danych co do ilości grup.) | Klasa B (białostocka) (Brak danych co do ilości grup.) | Klasa B (białostocka) (Brak danych co do ilości grup.) | Klasa B (białostocka) (Brak danych co do ilości grup.) | Klasa B (białostocka) (Brak danych co do ilości grup.) | Klasa B (białostocka) (Brak danych co do ilości grup.) | Klasa B (białostocka) (Brak danych co do ilości grup.) | Klasa B (białostocka) (Brak danych co do ilości grup.) | Klasa B (białostocka) (Brak danych co do ilości grup.) | Klasa B (białostocka) (Brak danych co do ilości grup.) | Klasa B (białostocka) (Brak danych co do ilości grup.) |                                                     |                                                     |                                                     |                                                     |                                                     |                                                     |                                                     |                                                     |                                                     |                                                     |                                                     |                                                     |                                                     |                                                     |                                                     |                                                     |                                                     |                                                     |                                                     |                                                     |                                                     |                                                     |                                                     |                                                     |                                                     |                                                     |                                                     |                                                     |                                                     |                                                     |                                                     |                                                     |                                                     |                                                     |                                                     |                                                     |                                                     |                                                     |                                                     |                                                     |

 Reorganizacja ligi

Doszło do zmian na szczeblu makroregionalnym, zmniejszono III ligę do 4 grup. Inne zmiany dotyczyły zmian nazw klas okręgowych:

> Klasa A > Klasa okręgowa

> Klasa B > Klasa A

> Klasa C > Klasa B

## Klasa Okręgowa - IV poziom rozgrywkowy
Grupa białostocka
| Poz. | Drużyna                     | M  | Z  | R | P  | Bramki | Punkty |             |
| ---- | --------------------------- | -- | -- | - | -- | ------ | ------ | ----------- |
| 1    | Włókniarz Białystok         | 22 | 17 | 3 | 2  | 47-11  | 37     | baraż-awans |
| 2    | Sokół Sokółka               | 22 | 15 | 6 | 1  | 46-19  | 36     |             |
| 3    | Puszcza Hajnówka            | 22 | 14 | 2 | 6  | 57-37  | 30     |             |
| 4    | Pogoń Łapy                  | 22 | 12 | 2 | 8  | 51-44  | 26     |             |
| 5    | Jagiellonia II Białystok    | 22 | 8  | 6 | 8  | 31-30  | 22     |             |
| 6    | Husar Nurzec                | 22 | 7  | 6 | 9  | 33-40  | 20     |             |
| 7    | Tur Bielsk Podlaski         | 22 | 8  | 2 | 12 | 48-39  | 18     |             |
| 8    | Skra Czarna Białostocka (b) | 22 | 7  | 2 | 13 | 30-47  | 16     |             |
| 9    | Lampart Nowe Aleksandrowo   | 22 | 6  | 4 | 12 | 31-50  | 16     |             |
| 10   | Ognisko Białystok           | 22 | 5  | 5 | 12 | 24-41  | 15     |             |
| 11   | Włókniarz Wasilków          | 22 | 4  | 6 | 12 | 29-44  | 14     |             |
| 12   | Gwardia II Białystok        | 22 | 6  | 2 | 14 | 32-57  | 14     |             |

- W związku ze spadkiem I zespołu z III ligi aż do klasy A, rezerwy spadły do klasy B.

Grupa łomżyńsko-ostrołęcko-ciechanowska
| Poz. | Drużyna                         | M  | Z  | R  | P  | Bramki | Punkty | Ł/O/C |             |
| ---- | ------------------------------- | -- | -- | -- | -- | ------ | ------ | ----- | ----------- |
| 1    | Narew Ostrołęka                 | 26 | -  | -  | -  | 82-20  | 43     | O     | baraż-awans |
| 2    | Błękitni Raciąż                 | 26 | -  | -  | -  | 45-25  | 36     | C     |             |
| 3    | ŁKS Łomża (s)                   | 26 | 12 | 9  | 5  | 37-18  | 33     | Ł     |             |
| 4    | Mławianka Mława (s)             | 26 | -  | -  | -  | 49-22  | 32     | C     |             |
| 5    | Olimpia Zambrów                 | 26 | 11 | 10 | 5  | 45-23  | 32     | Ł     |             |
| 6    | Mazovia Ciechanów               | 26 | -  | -  | -  | 38-38  | 29     | C     |             |
| 7    | Ostrovia Ostrów Mazowiecka      | 26 | -  | -  | -  | 41-39  | 28     | O     |             |
| 8    | ZWAR Przasnysz (s)              | 26 | -  | -  | -  | 36-48  | 25     | O     |             |
| 9    | Makowianka Maków Mazowiecki (b) | 26 | -  | -  | -  | 32-34  | 25     | O     |             |
| 10   | Bug Wyszków                     | 26 | -  | -  | -  | 39-41  | 25     | O     |             |
| 11   | Start Działdowo (b)             | 26 | -  | -  | -  | 38-42  | 22     | C     |             |
| 12   | Sparta Szepietowo               | 26 | 7  | 6  | 13 | 37-59  | 20     | Ł     |             |
| 13   | MKS Małkinia                    | 26 | -  | -  | -  | 11-62  | 7      | O     |             |
| 14   | Warmia Grajewo                  | 26 | 1  | 3  | 22 | 10-75  | 5      | Ł     |             |

- Oficjalna nazwa klubu z Łomży MŁKS Start Łomża (Międzyzakładowy ŁKS).
- Mecz ZWAC Małkinia z Warmią Grajewo zweryfikowano jako obustronny walkower.

Grupa suwalska
| Poz. | Drużyna               | M  | Z | R | P | Bramki | Punkty | Opis        |
| ---- | --------------------- | -- | - | - | - | ------ | ------ | ----------- |
| 1    | Śniardwy Orzysz (s)   | 25 |   |   |   | 105-14 | 47     | baraż-awans |
| 2    | Mamry Giżycko         | 25 |   |   |   | 70-26  | 37     |             |
| 3    | LKS Mikołajki-Woźnice | 25 |   |   |   | 47-32  | 31     |             |
| 4    | Rominta Gołdap        | 25 |   |   |   | 44-33  | 31     |             |
| 5    | Nida Ruciane-Nida     | 25 |   |   |   | 57-37  | 30     |             |
| 6    | Wigry II Suwałki      | 25 |   |   |   | 68-35  | 29     |             |
| 7    | Jurand Bemowo Piskie  | 25 |   |   |   | 38-38  | 27     |             |
| 8    | Sparta Augustów       | 25 |   |   |   | 51-60  | 24     |             |
| 9    | Mazur Pisz            | 25 |   |   |   | 41-35  | 22     |             |
| 10   | Mazur II Ełk (b)      | 25 |   |   |   | 44-70  | 21     |             |
| 11   | Pomorzan Prostki (b)  | 25 |   |   |   | 22-61  | 13     |             |
| 12   | Czarni Olecko         | 25 |   |   |   | 30-58  | 12     |             |
| 13   | Mazur Wydminy         | 25 |   |   |   | 22-103 | 9      |             |
| 14   | Unia Woźnice          | 13 |   |   |   | 23-60  | 5      |             |

- MZKS Mikołajki zajął miejsce w klasie A rozwiązanego LKS Baranowo.
- Unia Woźnice i MZKS Mikołajki w czasie przerwy zimowej połączyły się, w II rundzie występowały pod nazwą LKS Mikołajki-Woźnice.
- Wyniki Unii Woźnice nie zostały anulowane i zaliczono je w końcowej tabeli.

Baraże do III ligi
- Śniardwy Orzysz : POM Gronowo 4:0(dogr.); POM : Śniardwy 4:2, awansowały Śniardwy.
- Włókniarz Białystok : Agrokompleks Kętrzyn 6:0, Agrokomleks : Włókniarz 2:4, awans Włókniarza.

## Klasa A - V poziom rozgrywkowy
Grupa białostocka
| Poz. | Drużyna                   | M  | Z  | R | P  | Bramki | Punkty |
| ---- | ------------------------- | -- | -- | - | -- | ------ | ------ |
| 1    | Włókniarz II Białystok    | 20 | 12 | 7 | 1  | 63-18  | 31     |
| 2    | Start Supraślanka Supraśl | 20 | 13 | 2 | 5  | 63-30  | 28     |
| 3    | Kolejarz Czeremcha        | 20 | 10 | 8 | 2  | 58-21  | 28     |
| 4    | Żubr Drohiczyn            | 20 | 9  | 7 | 4  | 53-31  | 25     |
| 5    | Narew Choroszcz*          | 20 | 8  | 5 | 7  | 56-44  | 21     |
| 6    | Promień Mońki (s)         | 20 | 8  | 3 | 9  | 23-32  | 19     |
| 7    | Kora Korycin (b)          | 20 | 7  | 4 | 9  | 40-45  | 18     |
| 8    | Husar II Nurzec           | 20 | 7  | 2 | 11 | 42-68  | 16     |
| 9    | Start Białystok           | 20 | 6  | 3 | 11 | 34-57  | 15     |
| 10   | Las Narewka               | 20 | 4  | 2 | 14 | 20-74  | 10     |
| 11   | Cresovia Siemiatycze      | 20 | 3  | 3 | 14 | 24-56  | 9      |

- Narew Żółtki przed sezonem przeniosła się do Choroszczy i występuje jako Narew Choroszcz.

Grupa łomżyńska
| Poz. | Drużyna               | M  | Z | R | P | Bramki | Punkty |
| ---- | --------------------- | -- | - | - | - | ------ | ------ |
| 1    | Grom Czerwony Bór     | 16 | - | - | - | 85-18  | 28     |
| 2    | Smolniki Stawiski     | 16 | - | - | - | 63-18  | 26     |
| 3    | Orzeł Kolno           | 16 | - | - | - | 77-25  | 25     |
| 4    | Wissa Szczuczyn       | 16 | - | - | - | 56-30  | 23     |
| 5    | Unia Ciechanowiec     | 16 | - | - | - | 41-37  | 17     |
| 6    | Ziemowit Nowogród     | 16 | - | - | - | 42-59  | 11     |
| 7    | Czarni Wąsosz (b)     | 16 | - | - | - | 18-80  | 7      |
| 8    | Victoria Jedwabne (b) | 16 | - | - | - | 13-59  | 5      |
| 7    | Sokół Sokoły (b)      | 16 | - | - | - | 11-60  | 14     |

- Po sezonie z rozgrywek wycofał się Sokół Sokoły i Czarni Wąsosz.

Grupa suwalska 
| Poz. | Drużyna                 | M | Z | R | P | Bramki | Punkty |
| ---- | ----------------------- | - | - | - | - | ------ | ------ |
| 1    | Meprozet Orzysz         |   |   |   |   | b.d.   | b.d.   |
| 2    | Śniardwy II Orzysz      |   |   |   |   | b.d.   | b.d.   |
| ?    | Pomorzanka Sejny        |   |   |   |   | b.d.   | b.d.   |
| ?    | Znicz Biała Piska       |   |   |   |   | b.d.   | b.d.   |
| ?    | Pogoń Ryn               |   |   |   |   | b.d.   | b.d.   |
| ?    | Orkan Drygały           |   |   |   |   | b.d.   | b.d.   |
| ?    | Polonia Raczki          |   |   |   |   | b.d.   | b.d.   |
| ?    | Polonez Nowa Wieś       |   |   |   |   | b.d.   | b.d.   |
| ?    | LZS Oracze-Wityny       |   |   |   |   | b.d.   | b.d.   |
| ?    | Rospuda Bakałarzewo (s) |   |   |   |   | b.d.   | b.d.   |
| ?    | Orzeł Orla Jucha        |   |   |   |   | b.d.   | b.d.   |

- Brak końcowej tabeli, awansowały drużyny Meprozytu Orzysz oraz rezerwy Śniardw.
- Brak informacji co do składu klasy A oraz zajmowanych miejsc. Podane drużyny są ustawione w kolejności przypadkowej.

## Klasa B - VI poziom rozgrywkowy
Białostocka (Brak danych co do ilości grup.)
| Poz. | Drużyna                      | M | Z | R | P | Bramki | Punkty |
| ---- | ---------------------------- | - | - | - | - | ------ | ------ |
| 1    | Lampart II Nowe Aleksandrowo |   |   |   |   | b.d.   | b.d.   |
| 2    |                              |   |   |   |   | b.d.   | b.d.   |
| 3    |                              |   |   |   |   | b.d.   | b.d.   |
| 4    |                              |   |   |   |   | b.d.   | b.d.   |

- Brak tabeli, awans rezerw Lamparta Nowe Aleksandrowo.

## Puchar Polski – rozgrywki okręgowe
- BOZPN – Jagiellonia II Białystok : Żubr Drohiczyn 1:0
- ŁOZPN – Orzeł Kolno : Olimpia Zambrów 3:1
- SOZPN – Śniardwy Orzysz : Mazur Ełk 0:0 (5:4)karne